# Möngke
Möngke kan, tudi Möngke kagan ali enostavno Möngke (mongolsko ᠮᠥᠩᠬᠡ Мөнх, Mönkh, izgovorjava [mɵŋx]; kitajsko: 蒙哥; pinjin: Ménggē) je bil četrti kagan Mongolskega cesarstva, * 11. januar 1209, † 11. avgust 1259.
Vladal je od 1. julija 1251 do 11. avgusta 1259 kot prvi kagan iz Tolujeve nasledstvene linije. Med svojim vladanjem je izvedel pomembne reforme za izboljšanje uprave cesarstva. Pod Möngkejem so Mongoli osvojili Irak in Sirijo in kraljestvo Dali (sedanji Junan).

## Zgodnje življenje
Möngke je bil rojen 11. januarja 1209 kot najstarejši sin Džingiskanovega najstniškega sina Toluja in Sorgagtani Beki. Šaman Teb Tengri je trdil, da je v zvezdah videl veliko prihodnost za otroka in mu je dal ime Möngke, kar v mongolščini pomeni 'večen'. Kot otrok je živel pri svojem stricu Ögedeju in njegovi ženi Angvi, ki ni imela otrok. Ögedej je perzijskega učenjaka Idi-danu Muhameda zadolžil, da  Möngkeja nauči pisati. 
Na poti domov po osvojitvi Horezma je Džingiskan po prvem lovu leta 1224 v bližini reke Ili opravil slovesnost za svoja vnuka Möngkeja in Kublaja. Ko je bil Möngke star petnajst let in je s svojim bratom Kublajem ubil zajca in antilopo, je njun stari oče po mongolski navadi namazal maščobo ubitih živali na njuna sredinca. 
Leta 1230 se je Möngke prvič odpravil v vojno in sledil Ögedeju in njegovemu očetu Toluju v boj proti Dinastiji Džin. Toluj je leta 1232 umrl in Ögedej je za vodjo tolujske apanaže imenoval Sorgagtani. Po mongolskem običaju je Möngke podedoval vsaj eno od očetovih žena in dobil Ogul-Hoimiš iz klana Ojratov. Möngke jo je globoko ljubil in bil še posebej naklonjen njeni starejši hčerki Širin.
Ögedej ga je leta 1235 skupaj z bratranci poslal napadst  Kipčake, Kijevsko Rusijo in Bolgare. Ko je najmogočnejši kipčaški poglavar Bahman pobegnil na otok v delti Volge, je Möngke prečkal reko in ga ujel in usmrtil. Medtem ko sta  Möngkejeva bratranca Šiban in Büri odšla na Krim, sta Möngke in  Ögedejev sin Kadan, dobila ukaz, naj odideta na Kavkaz. Mongoli so zavzeli alansko prestolnico Magas in pobili njene prebivalce. Mnogo poglavarjev Alanov in Čerkezov se je predalo. Med invazijo na vzhodno Evropo je  Möngke sodeloval tudi pri obleganju Kijeva leta 1240. Sijaj Kijeva ga je očitno tako prevzel, da je mestu ponudil predajo, vendar so Kijevčani vse njegove odposlance ubili. Ko se je Möngkejevi vojski pridružila Batujeva vojska, so mesto izropali. Ob Batuju se je boril  tudi  v bitki pri Mohiju. Poleti 1241 ga je pred koncem kampanje stric Ögedej odpoklical in Möngke se je vrnil v Mongolijo. Ögedej decembra 1241 umrl. 
Leta 1246 je Temüge, edini preostali Džingiskanov brat, neuspešno poskušal prevzeti prestol brez potrditve kurultaja. Novi kagan Gujuk je občutljivo nalogo 'čuvaja ognjišča', ki sta jo imela oba Džingiskanova mlajša brata, zaupal Möngkeju in Orda kanu, najstarejšemu Batujevemu bratu. Gujuk je leta 1248 na poti na zahod umrl in Batu in Möngke sta postala glavna tekmeca za mongolski prestol. 

## Tolujska revolucija
Po nasvetu svoje matere Sorgagtani je Möngke odšel v Zlato hordo, da bi se srečal z Batu kanom. Batu se je odločil podpreti Möngkejevo  izvolitev za kagana in je sklical kurultaj v Ala Kamaku. Na kurultaj so prišli vodja družin Džingiskanovih bratov in več pomembnih generalov. Gujukova sinova Naku in Hodža sta bila na prisotna le nekaj časa. Kurultaj je kljub ugovorom potrdil Möngkeja za kagana Mongolov, vendar je bil izid zaradi omejene udeležve in lokacije sporen. Batu je Möngkeja zaščitil in zadolžil svoja brata Berkeja in Tuka Timurja, da skličeta uradni kurultaj v Kodoe Aralu v Mongoliji. Ko sta Sorgagtani in Berke 1. julija 1251 organizirala drugi kurultaj, je zbrana množica razglasila Möngkeja za velikega kana Mongolskega cesarstva.  
Kmalu zatem sta se Möngkeju kot novemu vladarju prišla "poklonit" Ogulov sin Hodža in Ögedejev najljubši vnuk Širemun, vendar sta s seboj pripeljala celotno vojsko Ögedejeve frakcije. Priprave za državni udar je odkril Möngkejev sokolar Hešig in obvestil svojega gospodarja. Po temeljiti preiskavi so  Möngkejeve sorodnike spoznali za krive, a so jih sprva kljub ugovorom pomilostili. Kmalu zatem so se po celem cesarstvu začele preiskave in kaznovanja. Ocene kažejo, da je bilo usmrčenih 77 do 300 kanovih sorodnikov in drugih zarotnikov. Večine Džingiskanovih potomcev, vpletenih v zaroto, niso usmrtili, ampak so jih izgnali.  Möngke je oblast na zahodu delil s svojim zaveznikom Batu kanom, s čimer je zagotovil enotnost cesarstva. Möngkejeva mati Sorgagtani je umrla leta 1252. 
Po porazu ögedejskih in čagatajskih družin jim je Möngke odvzel njihova posestva in poslušnim družinskim članom dodelil nova ozemlja bodisi v Turkestanu bodisi na severozahodu Kitajske. Po krvavi čistki je Möngke odredil splošno amnestijo za ujetnike in zapornike. V še enem poskusu utrditve svoje moči je Möngke svojima bratoma Kublaju in Huleguju podelil posebna pooblastila v severni Kitajski in v Iranu. Ko so se razširile govorice, da je njegov brat Kublaj ustanovil dejansko neodvisen ulus (okrožje) in si morda prisvojil nekaj davčnih prihodkov, ki bi po pravici morali prihajati v Karakorum, je kagan leta 1257 tja poslal dva davčna inšpektorja, da bi revidirala Kublajevo poslovanje. Inšpektorja sta odkrila številne napake, naštela 142 kršitev predpisov ter obtožila kitajske uradnike in nekatere celo usmrtila. Kublajev položaj je bil ukinjen. Pobiranje vseh davkov na Kublajevih posestvih so prevzeli Möngkejevi uradniki.

## Reforme
Möngke je sam sestavljal odloke in pozorno spremljal njihovo izvajanje. Prepovedal je pretirane izdatke bordžiginskih in nebordžiginskih plemičev in omejil darila knezom, ki so se pretvorila v redne plače. Trgovce je zavezal k plačevanju davkov. Omejil je zlorabe in poslal svoje preiskovalce, da so nadzirali poslovanje trgovcev, ki so jih sponzorirali Mongoli. Prepovedal jim je uporabo cesarskih relejnih postaj, jama in paiz, tablic, ki so imetniku dajale pravico, da je od civilnega prebivalstva zahteval blago in storitve. Po Gujukovi smrti mnogi lokalni uradniki niso več hoteli vnovčevati papirnatih menic, ki jih je izdal Gujuk. Möngke se je zavedal, da bo neizpolnjevanje Gujukovih finančnih obveznosti pomenilo motnjo v poslovanju trgovcev z Mongoli, zato je trgovcem izplačal vse zapadle menice. Generale in kneze, vključno s svojim sinom, ki so pod Gujukom svojim četam dopuščali pleniti civiliste brez dovoljenja, je Möngke večkrat kaznoval. V državni pravi je zaposloval severnokitajske, muslimanske in ujgurske uradnike. Kaganov glavni sodnik (darugači) je bil džait-džalairski uradnik Mengeser,  glavni pisar pa Kereid Bulgaj, ki je bil kristjan. Devet od šestnajstih glavnih provincialnih uradnikov je bilo zagotovo muslimanov. Möngke je ločil položaj glavnega sodnika na dvoru od položaja glavnega pisarja. 
Leta 1253 je Möngke ustanovil oddelek za monetarne zadeve, da bi nadziral in odpravil prekomerno izdajanje papirnatega denarja, ki so ga izdajali mongolski in nemongolski plemiči od vladavine velikega kana Ögedeja. Pod  Möngkejevo oblastjo se je standardizirala masa srebrnih kovancev,  vendar so Mongoli svojim tujim podložnikom dovolili kovati kovance v njihovih  tradicionalnih apoenih s tradicionalno maso. Med vladavino Ögedeja, Gujuka in Möngkeja se je v Srednji Aziji povečalo kovanje zlatnikov in srebrnikov, na Kavkazu, v Iranu in Bolgarju pa kovanje bakrenega in srebrnega denarja.
Med letoma 1252 in 1259 je Möngke izvedel popis prebivalstva, vključno z Iranom, Afganistanom, Gruzijo, Armenijo, Rusijo, Srednjo Azijo in severno Kitajsko.  Na Kitajskem je bil popis zaključen leta 1252, medtem ko je v Novgorodu na skrajnem severozahodu trajal do zime 1258/1259. Leta 1257 je v Novgorodu prišlo do upora proti mongolski oblasti, vendar je Aleksander Nevski prisilil mesto, da se je podredilo mongolskemu popisu in obdavčitvi. Novi popis ni štel le gospodinjstev, temveč tudi moške, stare od 15 do 60 let, polja, živino, vinograde in sadovnjake. V civilnem registru so bili obrtniki navedeni ločeno, medtem ko so bila v vojaških registrih ločena pomožna in redna gospodinjstva. Duhovniki odobrenih veroizpovedi so bili izločeni in se niso šteli. Ko je bil novi register končan, je bil en izvod registra poslan v Karakorum, en izvod pa je ostal v lokalni upravi. Möngke je poskušal uvesti fiksno glavarino, ki bi jo pobirali cesarski agenti in bi jo lahko posredovali enotam v stiski. Najvišja stopnja davka je bila  določena na 10–11 zlatih dinarjev na Bližnjem vzhodu in 6 do 7 taelov srebra na Kitajskem. Zaradi protestov zemljiški posestnikov je bila ta relativno nizka stopnja znižana na 6–7 dinarjev in taelov. Nekateri uradniki so najvišjo stopnjo za bogate zvišali na 500 dinarjev. Čeprav reforma ni zmanjšala davčnega bremena, je plačila naredila bolj predvidljiva. Popis prebivalstva in regresivno obdavčenje, ki ga je omogočil, je sprožil ljudske nemire in odpor v zahodnih okrožjih. 
Leta 1259 se je gruzijski kralj David VI. neuspešno uprl Mongolom in nato pobegnil v Kutaisi, kjer je vladal Imeretiji v zahodni Gruziji kot neodvisen vladar. Leta 1261 je nudil zatočišče Davidu VII., ki je za njim poskušal končati mongolsko nadoblast. Leta 1262 je David Ulu sklenil mir z Mongoli in se  vrnil v Tbilisi. Möngke in Batujev uradnik Argun sta ostro kaznovala gruzijske in armenske plemiče, plenila njihova mesta in usmrtila njihove pomembne voditelje. Gruzijce sta razdelila na šest tumenov.  
Medtem je Bajdžu leta 1256 blizu Ankare zatrl upor seldžuškega sultana Kejkavusa II. in ponovno vzpostavil mongolsko oblast v vzhodni Anatoliji. Do takrat so se uprli tudi Kašmirci in Möngke je tja poslal svoja generala Salija in Takudarja, ki sta zamenjala dvor. Za darugačija v Kašmirju je imenoval budističnega mojstra Otočija. Slednjega je v Srinagarju ubil kašmirski kralj. Kašmir je zatem ponovno napadel general Sali, ubil kralja in zatrl upor. Kašmir je še vrsto let ostal podrejen Mongolskemu cesarstvu.

## Verska politika
Möngke je leta 1251 potrdil Gujukovo imenovanje Haijuna za poglavarja vseh budistov v Mongolskem cesarstvu. Leta 1253 je bil Namo iz Kašmirja imenovan za poglavarja vseh budističnih menihov v cesarstvu. Po osvojitvi Tibeta v letih 1252–1253 so bili vsi budistični duhovniki oproščeni plačevanja davkov. Möngke je postal pokrovitelj tibetanskega Karma Pakšija, 2. Karmapa Lame. Na Möngkeja je naredil vtis ostareli taoistični menih Čju Čudži, ki je v Afganistanu srečal njegovega starega očeta Džingiskana. Möngke je za poglavarja taoistov postavil Li Džičanga. Taoisti so svoje bogastvo in status dosegli z zasegom budističnih templjev. Möngke je zahteval, da taoisti prenehajo omalovaževati budizem, in Kublaju ukazal, naj konča spore med taoisti in budisti na njegovem ozemlju. Kublaj je v začetku leta 1258 sklical konferenco taoističnih in budističnih voditeljev in nato na silo  spreobrnil 237 taoističnih templjev v budistične. Vse kopije ponarejenih dokumentov je uničil.
Möngke je po osvojitvi Abasidskega kalifata ostal naklonjen muslimanom. On in Hulegu sta skupnost dvanajstverskih šiitov v Nadžafu spremenila v avtonomno, davkov oproščeno cerkveno državo. Tako kot njegovi predhodniki je tudi Möngke oprostil davkov duhovnike, menihe, cerkve, mošeje, samostane in zdravnike. 
Med Möngkejevo vladavino je francoski kralj Ludvik IX. poslal h kanu diplomata Viljema Rubrucka,  da bi z Mongoli sklenil zavezništvo proti muslimanom. Takrat je bila Möngkejeva hatun Ogul-Hoimiš že mrtva. Kan je francoskega odposlanca pustil čakati več mesecev in ga 24. maja 1254 uradno sprejel. Rubruck ga je obvestil, da je prišel širit Jezusovo besedo, in ostal v Karakorumu, da bi pomagal kristjanom. Udeležil se je razprav med rivalskimi religijami, ki so jih organizirali Mongoli. Möngke ga je leta 1255 poslal domov in mu rekel: 
"Mi, Mongoli, verujemo v enega Boga, po katerem živimo in umiramo. Tako kot je Bog dal roki različne prste, je dal ljudem različne poti. Vam je Bog dal Sveto pismo, vi kristjani pa ga ne upoštevate."
Ludviku IX. je ponudil sodelovanje, a vse kristjane opozoril:  
"Če boste, ko boste slišali in razumeli odlok večnega Boga, pripravljeni biti pozorni in mu verjeti ... in v tem zaupanju pripeljete vojsko proti nam – vemo, kaj lahko storimo."
Na mongolski dvor so prišli tudi veleposlaniki Latinskega cesarstva in Nikejskega cesarstva, da bi se pogajali o miru. Leta 1252 je prišel v Mongolijo kralj Hetum I. iz Kilikijske Armenije, prinesel veliko razkošnih daril in se v Karakorumu srečal z Möngkejem.  13. septembra 1254 je imel avdienco pri Möngkeju, kaganu svetoval, kako ravnati v krščanskih zadevah v zahodni Aziji, in od Möngkeja pridobil dokumente, ki so zagotavljali nedotakljivost njegove osebe in kraljestva. Po zapisih v armenskih dokumentih je Hetum kagana in njegove uradnike prosil, naj se spreobrnejo v krščanstvo. Möngke mu je v odgovoru pojasnil, da želi, da njegovi podložniki resnično častijo Mesijo, vendar jih ne more prisiliti, da spremenijo svojo vero. Möngke je Hetuma obvestil, da se pripravlja na napad na Bagdad in da bo kristjanom izročil Jeruzalem, če bodo sodelovali z njim. Hetum je močno spodbujal križarje, naj sledijo njegovemu zgledu in se podredijo mongolski oblasti, vendar je v to  prepričal le svojega zeta Bohemonda VI., kneza Antiohijske kneževine in Tripolijske grofije, ki se je v 50. letih 13. stoletja podredil mongolski oblasti. Vojski Armenskega kraljestva Kilikija in Bohemonda VI. sta kmalu zatem na zahodu  pomagali Möngkejevi vojski. 
Möngkeju so se v Karakorumu podredili tudi muslimanski vladarji, med njimi ajubidski vladar Majafarikina al-Kamil Mohamed, ki je leta 1253 osebno obiskal Karakorum in tam srečal muslimanske vladarje iz Mosula in Mardina (Artukide), ki so se podredili Mongolom.
Pomembno vlogo na mongolskem dvoru so imeli šamani in včasih vplivali na priprave na vojno. 

## Obdobje osvajanj

### Kapitulacija Koreje
Möngke je osvajanje sveta jemal resneje kot njegov predhodnik Güjük. Vsa Möngkejeva osvajanja so bila usmerjena v Vzhodno Azijo in Bližnji vzhod. Za začetek je leta 1252 izbral Korejo in kraljestvo Dali v Junanu. 
Oktobra 1251 je v kraljestvo Gorjeo poslal delegacijo in napovedal svoje kronanje. Zahteval je tudi, da se mu kralj Godžong osebno preda in da svoj sedež preseli z otoka Gangva na celinsko Korejo. Dvor kralju di dovolil odpotovati na celino, ker je bil že star in ni mogel potovati tako daleč. Möngke je znova poslal svoje odposlance s posebnimi nalogami. Uradniki Gorjea so odposlance lepo sprejeli in bili deležni kritik, ker njihov kralj ni upošteval ukazov svojega vrhovnega gospodarja Möngkeja.
Pohod na Korejo se je začel julija 1253. Dvor se ni uprl, kmečko prebivalstvo pa se je zateklo v trdnjave in nedostopne kraje. Mongolom se je pridružilo nekaj korejskih vojaških poveljnikov in skupaj so opustošili Korejo. Kralja Godžonga so nazadnje prisilili, da je poslal svojega pastorka kot talca v Mongolijo. Mongoli so januarja 1254 pristali na premirje. 
Möngke je spoznal, da talec ni krvni princ dinastije Gorjeo in je korejski dvor obtožil prevare. Möngkejev poveljnik Džalajrtaj je leta 1254 opustošil velik del Gorjea in zajel 206.800 ujetnikov. Lakota in obup sta kmete prisilila, da so se predali Mongolom. V Jonghungu so Mongoli  ustanovili hiliarhijo z lokalnimi uradniki in prebežnikom ukazali, naj gradijo ladje, s katerimi so od leta 1255 napadali obalne otoke. Na polotoku Liaodong so Mongoli korejske prebežnike združili v kolonijo, ki je sčasoma štela 5000 gospodinjstev. 
Leta 1258 sta korejski kralj in Kim Čun, vazal klana Čoe, izvedla protiudar, umorila glavo družine Čoe in zaprosila Mongole za mir. Ko je dvor Gorjea poslal bodočega kralja Vonjonga kot talca na mongolski dvor in obljubil, da se bo vrnil v Kesong, so se Mongoli umaknili iz Koreje.

### Dali, Vietnam in Tibet
Möngke sam se je bolj ukvarjal z vojno na Kitajskem. Leta leta 1254 obšel dinastijo Song in osvojil kraljestvo Dali v sodobnem Junanu in z invazijo na jugovzhodno Azijo omogočil Mongolom napad na dinastijo Song s severa, zahoda in juga. 
Leta 1253 je poslal Kublaja v kraljestvo Dali, kjer se je vladajoča družina Gao uprla in umorila mongolske odposlance. Mongoli so svoje sile razdelili v tri kolone. Prva kolona je odšla  proti vzhodu v Sečuansko kotlino, druga, pod poveljstvom Urjanhadaja, se je s težavo prebila v gore zahodnega Sečuana, tretja, pod Kublajevim poveljstvom, pa se je odpravila čez travnike proti jugu in se srečala s prvo kolono. Kublaj zavzel glavno mesto Dalija in kljub uboju svojih veleposlanikov prizanesel prebivalcem. Mongoli so za lokalnega vladarja imenovali kralja Duan Šingdžija in tja namestili svojega komisarja za pomiritev. Po Kublajevem odhodu so med Črnimi Džangi izbruhnili nemiri, potem pa je Subutajev sin Urjanhadaj do leta 1256 Dali popolnoma pomiril. 
Potem ko je podjarmil Dali, je Kublaj poslal proti jugu kolono pod poveljstvom Subutajevega sina Urijanghadaija. Slednji je preko odposlancev poskušal od Vietnamcev izvedeti za pot za napad na Južni Song, vendar so Vietnamci njegove odposlance zaprli. Leta 1257 so Mongoli z vojsko 3000 Mongolov in 10.000 pripadnikov plemena Ji napadli Vietnam, takrat znan kot Džaj Viet. Premagali so vietnamsko vojsko in izropali prestolnico Thăng Long, leta 1831 preimenovano v Hanoj. Urijanghadaj je zaradi umora odposlancev usmrtil vse njene prebivalce. Mongoli so nekaj časa bivali v Thăng Longu in zaradi neugodnega podnebja zboleli. Vietnamci so izkoristili njihovo bolezen in jih v odločilni bitki pri Dong Bo Dau premagali. Urijanghadaj se je umaknil. Da bi se izognili nadaljnji vojni, so Vietnamci Möngkejevi upravi plačevali davek.
Da bi okrepil svoj nadzor nad Tibetom, je Möngke leta 1251 imenoval Koridaja za poveljnika mongolskih in hanskih čet v Tibetu. V letih 1252–1253 je Koridaj napadel Tibet in prodrl vse do Damšunga. Osrednjetibetanski samostani so se podredili Mongolom, mongolski knezi pa so si jih razdelili kot svoje apanaže. 

### Konflikti z Delhijskim sultanatom
V letih 1252–1253 je bil tatarski general Sali Nojan, sicer podrejen Möngkejevemu bratu Huleguju, na čelu svežih čet poslan na indijsko obmejno območje in prevzel oblast nad Karaunasi, Mongoli, ki so se v Afganistan preselili iz Turkmenistana in Mongolije. Zaradi notranjih konfliktov v Delhijskem sultanatu je Džalal al-Din Masud, brat mameluškega sultana Nasirudina Mahmuda, leta 1248 pobegnil na mongolsko ozemlje. Ko je bil Möngke kronan za kagana, se je Džalal al-Din Masud udeležil slovesnosti in prosil Möngkeja za pomoč pri vrnitvi na oblast.
Sali Nojan najprej napadel Multan in nato Lahore in za odvisnega vladarja Lahoreja, Kujaha in Sodre postavil Džalala al-Dina. Leta 1254 se je Möngkeju podredil delhijski uradnik Kušlu kan in dobil položaj darugačija. Kušlu kanu  ni uspelo osvojiti Delhija. Pozimi 1257–1258 je Sali Nojan vdrl v Sind in porušil utrdbe Multana. Njegova vojska je morda zasedla tudi otoško trdnjavo Bahkar na Indu.

### Osvajanje Bližnjega vzhoda
Ko je Möngke leta 1252–1253 sklical kurultaj, da bi se pripravil za naslednja osvajanja, sta bila Seldžuški sultanat Rum in dinastija Luluidov iz Mosula že podrejena Mongolskemu cesarstvu. Ajubidski vladar Silvana Malik Kamil in njegov bratranec v Alepu in bodoči sultan Malik Nasir Jusuf sta Möngkeju poslala delegacijo, on pa je na območje Diyarbakırja poslal svoje darugačije, ki so opravili popis prebivalstva.
Möngke je sledil načrtom svojega predhodnika proti nizarskim ismailitom. Möngkejevo odločitev, da začne kampanjo proti nizarskim gradovom, je spodbudil protinizarski poziv sunitov na mongolskem dvoru in pritožbe proti njim ter opozorila lokalnih mongolskih poveljnikov v Perziji. Leta 1252 je Möngke svojemu bratu Huleguju zaupal misijo osvojitve preostale zahodne Azije, pri čemer je bila najvišja prioriteta osvojitev nizarske države in Abasidskega kalifata.
Leta 1253 se je Viljem Rubruški odpravil na misijo v Karakorum v Mongoliji, kjer so ga presenetili tamkajšnji varnostni ukrepi, domnevno kot odgovor na več kot štirideset morilcev, ki jih je tja poslal imam Ala al-Din Mohamed, da bi ubili Möngkeja. Možno je, da je bil poskus atentata zgolj govorica. 
Möngke je družinam Džočidov in Čagataidov ukazal, naj se pridružijo Hulegujevi odpravi v Iran, in okrepil vojsko s 1000 oblegovalnimi inženirji iz Kitajske. Möngkejeva vojska, ki jo je vodil njegov brat Hulegu, je napadla ismaelite v Iranu in do konca leta 1256 zatrla zadnji večji odpor. Imam asasinov Rukn ad-Din Huršah je zaprosil za dovoljenje za potovanje v Karakorum, da bi se srečal z velikim kanom Möngkejem. Hulagu mu je to dovolil, po prihodu v Karakorum pa je Möngke kritiziral njegova dejanja in ga odpustil. Rukn ad-Din je bil kasneje v nejasnih okoliščinah ubit. 
Möngkejevega kronanja leta 1251 so se udeležili tudi predstavniki Abasidov, da bi se dogovorili za mir.  Möngke je Huleguju kljub temu ukazal, naj uniči Bagdad, če se kalif al-Mustasim ne bi hotel osebno srečati z njim. Hulegu je nato napadel Irak in leta 1258 zavzel prestolnico Bagdad. Hulegu je Möngkeju poslal nekaj vojnega plena z novico o osvojitvi Bagdada in prejel čestitke za zmago. Abasidski sultan Egipta Malik Kamil, ogorčen zaradi napada na kalifat, se je uprl in ubil svojega mongolskega nadzornika. Hulegujev sin Jošumut ga je zato napadel in usmrtil. Jošumut je nato napadel Sirijo, zavzel Damask in Alep in prodrl do sredozemske obale.  Ajubidski sultan Malik Nasir Jusuf je zavrnil srečanje s Hulegujem in pobegnil, a so ga v Gazi ujeli. 

### Južna Kitajska
Leta 1241 je Töregene Hatun poslala odposlanca z mirovnimi predlogi k Džao Junu, posmrtno znanemu kot cesar Lizong. Dvor Songa je odposlanca aretiral in ga skupaj s sedemdesetimi ljudmi njegovega spremstva zaprl v trdnjavo. Odposlanec je v zaporu umrl, njegovo spremstvo pa je bilo pridržano do leta 1254. Istega leta je mongolska vojska napadla Hedžju, vendar je napad spodletel. Kitajci so izpustili spremstvo pokojnega odposlanca, da bi pokazali svojo željo po miru, a je Möngke kljub temu vso svojo pozornost osredotočil na osvojitev dinastije Song. Proti koncu desetletja je osebno prevzel poveljstvo vojske in zavzel številna utrjena mesta vzdolž severne meje dinastije. 
Leta 1252 je Möngke naročil Kublaju in izkušenemu generalu Urjanghadaju, da osvojita kraljestvo Dali. Pohodi od poletja 1253 do začetka leta 1254 so bili pohodi uspešni.  Po Kublajevi vrnitvi na severno Kitajsko je Urjanghadaj osvojil sosednja plemena v Tibetu in se leta 1257 obrnil proti vzhodu proti dinastiji Tran.
Oktobra 1257 se je Möngke odpravil na južno Kitajsko in prepustil upravo svojemu bratu Arigbuhi in pomočniku Alamdarju. Möngke je naslednje leto napadel položaje dinastije Song v Sečuanu in leta 1258 zavzel Paoning, današnji Langdžong. Möngke je svoji vojski prepovedal plenjenje civilistov in kaznoval svojega sina, ki je po nesreči uničil pridelek na polju kitajskih kmetov. 
Medtem je  Urjanghadajeva vojska z generaloma Trečecdujem in Adžujem napadla Vietnam in leta 1258 zavzele Thang Long, prestolnico dinastije Tran. Kitajski viri napačno navajajo, da se je Urjanghadaj zaradi slabega podnebja po devetih dneh  umaknil iz Vietnama, saj so njegove sile odšle šele leta 1259.
18. februarja 1259 je Möngke blizu gore Džonggui priredil mongolsko novoletno pojedino Cagan Sar. Na tej pojedini je njegov sorodnik Togan, poglavar Džalairjev, izjavil, da je Južna Kitajska zaradi podnebja nevarna in da bi se moral veliki kagan zaradi varnosti odpraviti proti severu. Bariči iz plemena Erlat je ta nasvet označil za strahopetnega in Möngkeju svetoval, naj ostane s svojo vojsko na Kitajskem. Te besede so razveselile Möngkeja, ki je želel zavzeti bližnje mesto. V mesto je poslal odposlanca z zahtevo po predaji, a je poveljnik dinastije Song odposlanca ubil. 
Leta 1259 so Urjanghadajeve sile napadle Guangši, Möngkejeve pa istočasno Sečuan. Druge mongolske vojske so napadle  današnji Šandong in Henan.

## Žene, konkubini in otroci
Möngke je imel štiri žene in dve konkubini, s katerimi je imel najmanj sedem otrok. 

## Smrt
Glede Möngke kanove smrti mnenja niso soglasna. Dokazano je sodeloval pri obleganju Djaojučenga blizu današnjega Čongčinga, kjer je po splošnem mnenju umrl. Po njegovi smrti so se mongolske vojske umaknile. Kitajski viri poročajo, da je bil Möngke ubit s puščico samostrela med napadom na trdnjavo, kar  potrjuje tudi zapis sirskega meniha Bar Hebreja. Poročilo v Zgodovini Juana, napisani v času dinastije Ming, pravi, da je bil Möngke smrtno ranjen s kamnitim izstrelkom iz topa ali triboka.
Perzijska poročila, ki izvirajo večinoma od Rašida al-Dina, trdijo, da je Möngke umrl zaradi griže ali kolere v bližini mesta obleganja 11. avgusta 1259. Zgodovina Juana tega ne potrjuje neposredno, vendar omenja izbruh smrtonosne bolezni v mongolskem taboru med pohodom. Zaradi pomanjkanja jasnosti v mongolski historiografiji glede smrti kanov se ugiba, da so Mongoli njegovo smrt morda prikazali kot  posledico bolezni, kar je privedlo do zgodbe v perzijskih poročilih.
Druga poročila vključujejo trditve armenskega zgodovinarja Hetuma Patmiča, da je bil Möngke na mongolski vojni ladji, ki se je potopila v kitajskih morjih, medtem ko so Mongoli oblegali otoško trdnjavo. Hetumovo delo je znano po tem, da vsebuje napake in združuje različne dogodke, zato bi poročilo o Möngkejevi smrti lahko bilo napačno povezano s kasnejšo mongolsko invazijo na Japonsko.
Mesec dni po Möngkejevi smrti je v gorovju Ljupanšan umrla njegova najmlajša žena Čubej. Möngkejev sin Asutaj je njeno truplo odpeljal v Burhan Haldun v Mongoliji, kjer je bil blizu grobov Džingiskana in Toluja pokopan tudi Möngke. 
Möngkejeva smrt leta 1259 je privedla do štiriletne tolujske državljanske vojne med njegovima mlajša bratoma Kublajkanom in Arigbuho. Kublajkan je na koncu zmagal, vendar sta nasledstvena vojna in kasnejša vojna med Kajdujem in Kublajem  povzročili trajno delitev Mongolskega cesarstva. Mongolski svet ponovno priznal enega samega vrhovnega suverena šele leta 1304, ko so se vsi mongolski kani podredili Kublajevemu nasledniku Timurju. Oblast kasnejših kaganov ni temeljila na enakih temeljih kot oblast Džingiskana in njegovih prvih treh naslednikov.
Ko je Kublajkan leta 1271 na Kitajskem ustanovil dinastijo Juan, je bil Möngke kan v uradne zapise dinastije vpisan kot cesar Šjanzong (poenostavljeno kitajsko 宪宗, tradicionalno kitajsko 憲宗, pinjin Xiànzōng). 

## Tuji vplivi na Karakorum
V letih 1252–1253 je flamski misijonar in raziskovalec Viljem Rubruški dopotoval vse do mongolskega glavnega mesta Karakorum in tam srečal Madžare, Ruse, Nemce in celo pariškega zlatarja Guillaumea Boucherja. Slišal je celo za saške rudarje v Džungariji in druge tujce, kot je ženska iz Lorena, ki so obvladovali izdelavo jurt. 
Poleg tega je Viljem Rubruški opazil kar veliko krščansko skupnost, ki je imela v Karakorumu svojo cerkev in župnijo. Ker je bila večina tamkajšnjih kristjanov Ujgurov, so pripadali Vzhodni cerkvi in so imeli svoja besedila v sirskem jeziku. Rubruk jih je močno kritiziral in jih primerjal z nestorijanskimi heretiki, saj so se mnogi njihovi obredi in izročila močno razlikovali od tistih v katoliški cerkvi. S pravilno komunikacijo z lokalnimi duhovniki je imel velike težave, saj so bili Ujguri in z njimi ni imel skupnega jezika.
Leta 1253 je Möngke v svoje cesarstvo deportiral gospodinjstva iz Kitajske, da bi okrepil cesarske horde. Glavno mesto Karakorum je okrasil s kitajsko, evropsko in perzijsko arhitekturo. Med mestne znamenitosti je spadalo veliko srebrno drevo z zmagoslavnim angelom na vrhu in cevmi, ki so točile različne pijače. Drevo je izdelal zlatar Guillaume Boucher. V Karakorumu so na novo  zgradili četrti tujih trgovcev, budistične samostane, mošeje in cerkve. Tržnice so bile v muslimanskem delu mesta in pred štirimi mestnimi vrati. Etnični kitajski kmetje Hani so zunaj obzidja gojili zelenjavo in žito.

## Dodatno branje
- Mongol Imperialism: The Policies of the Grand Qan Möngke in China, Russia, and the Islamic Lands, 1251–1259 by Thomas T. Allsen, University of California Press, 1987 ISBN 0-520-05527-6
- The Empire of the Steppes by René Grousset, Rutgers University Press, 1970. ISBN 0-8135-1304-9.
- Pow, Stephen (2017). »Fortresses that Shatter Empires: A Look at Möngke Khan's Failed Campaign against the Song Dynasty, 1258–1259«. Annual of Medieval Studies at CEU. Central European University. 27: 102.
- Rockhill, William Woodville (1967), The Journey of William of Rubruck to The Eastern Parts of the World, 1253-55, As Narrated by Himself, With Two Accounts of the Earlier Journey of John of Pian de Carpine.
- Genghis Khan and the Making of the Modern World by Jack Weatherford
- The mission of William of Rubruck: His journey to the court of the Great Khan Möngke 1253–1255 by William, Peter Jackson, David Morgan, Hakluyt Society, Hakluyt Society, Hakluyt Society, 1990.

| Möngke BordžiginiRojen: 1209 Umrl: 1259 |                 |                               |
| Vladarski nazivi                        |                 |                               |
| Predhodnik: Ogul Kajmiš (regent)        | Kagan 1251–1259 | Naslednik: Kublajkan Arigbuha |